# Влажные лиственные леса долины нижнего Ганга
Влажные лиственные леса долины нижнего Ганга — экологический регион влажных тропических широколиственных лесов в Бангладеш и восточной Индии. Экорегион занимает площадь в 254100 км², охватывает большую часть Бангладеш и индийских штатов Западная Бенгалия, Бихар и Трипура, а также задевает прилегающие части штатов Ассам, Уттар-Прадеш и Орисса.

## Описание
Влажные лиственные леса долины нижнего Ганга занимают аллювиальные равнины нижнего течения Ганга и реки Брахмапутра, которые образуют крупнейшую в мире дельту реки. В настоящее время экорегион является одним из самых густонаселенных регионов на земле, и леса были в значительной степени уничтожены в связи с интенсивным ведением сельского хозяйства.
Экорегион граничит на востоке и северо-востоке с горными тропическими дождевыми лесами: дождевые леса Мизорама-Манипура-Качина лежат в Чинских горах и Читтагонгском горном районе на востоке, а Мегхалайские субтропические леса лежат в горах Кхаси и Гаро на северо-востоке.
На севере экорегион вдаётся в Гималаи, где граничит с экорегионом саванн и лугов Тераи-Дуара. Верхнюю часть долины Брахмапутры в Ассаме занимают полувечнозелёные леса долины Брахмапутры. На северо-западе, леса граничат с влажными лиственными лесами долины верхнего Ганга а сухие лиственные леса Нагпура (англ. Chota Nagpur dry deciduous forests) лежат на плато Чхота-Нагпур. Экорегионы лесов пресноводных болот Сурбандана (англ. Sundarbans freshwater swamp forests) и Сурбанданских мангров лежат в болотистом, полусолоноватом и солёном течении южной части дельты Ганга и Брахмапутры, граничащей с Бенгальским заливом.

## Фауна

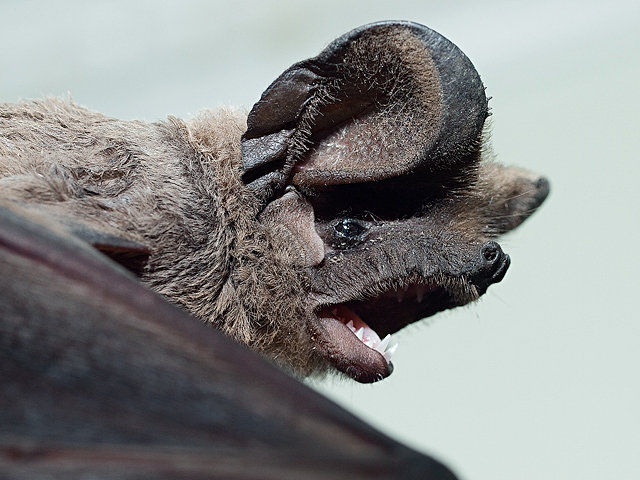
Широкоухий складчатогуб (Tadarida teniotis)

Ранее экорегион служил домом для впечатляющих популяций тигра (Panthera tigris), индийского носорога (Rhinoceros unicornis), азиатского слона (Elephas maximus), гаура (Bos gaurus), барасинги (Cervus duvaucelii) и флорикана бенгальского (Eupodotis bengalensis), но в настоящее время многие из этих видов здесь более не встречаются.
Экорегион не отличается высоким уровнем эндемизма, но тем не менее здесь проживают несколько видов, которым угрожает исчезновение.
Фауна млекопитающих включает 126 известных видов, включая несколько видов, близких к эндемизму, например, широкоухий складчатогуб (Tadarida teniotis).
Из исчезающих видов можно назвать тигра (Panthera tigris), азиатского слона (Elephas maximus), гаура (Bos gaurus), губача (Melursus ursinus), гладкошёрстную выдру (Lutrogale perspicillata), большую индийскую циветту (Viverra zibetha) и четырёхрогую антилопу (Tetracerus quadricornis).
Орнитофауна включает более 380 видов, все они не являются эндемичными. Однако, экорегион является домом для двух видов, которым угрожает глобальное исчезновение: бородатая малая дрофа (Houbaropsis bengalensis) и Eupodotis indica, а также исчезающие орлан-долгохвост (Haliaeetus leucoryphus) и болотный франколин (Francolinus gularis). Такие виды, как индийский серый ток (Ocyceros birostris) и азиатская птица-носорог (Anthracoceros albirostris), являются индикаторами нетронутых лесов и поэтому также заслуживают пристального внимания.

## Флора
На редколесьях преобладает бомбакс капоковый (Bombax ceiba) в сочетании с альбицией высокой (Albizzia procera), дуабангой соннерациевидной (Duabanga sonneratioides) и Sterculia vilosa. Позднее эти лесные сообщества преобразуются в леса с преобладанием сала (Shorea robusta). Но часто этого не происходит из-за вмешательства человека.
Пойменные леса характеризуются ассоциациями видов акация катеху (Acacia catechu), альбиция высокая (Albizia procera), бомбакс капоковый (Bombax ceiba), Sterculia villosa и сиссу (Dalbergia sisso). В верхней части Ассама леса состоят из сочетания видов бомбакс капоковый (Bombax ceiba), Pterspermum acerifolium, Laportea crenulata, дуабанга соннерациевидная (Duabanga sonneratioides), терминалия многоплодная (Terminalia myriocarpa) и Calamus tenuis.
Поскольку пожары в торфяных районах нередки, то в них встречается большое количество видов, устойчивых к огню: зизифус мавританский (Ziziphus mauritiana), Madhuca latifolia, баиль (Aegle marmelos), бутея односемянная (Butea monosperma), Terminalia tomentosa, Ochna pumila и некоторые другие.